# Ingvil Smines Tybring-Gjedde
Ingvil Smines Tybring-Gjedde, née en 1965 à Oslo, est une femme politique norvégienne, membre du Parti du progrès (populiste). Elle est ministre de la Sécurité sociale de Norvège du 22 janvier 2019 jusqu'en janvier 2020.

## Biographie
En 2018, elle est listée parmi les femmes les plus puissantes de Norvège par le magazine Kapital, à la 28e place.
Avant d'être nommée ministre, elle fut conseillère principale au Ministère des Affaires étrangères en 2011 puis Secrétaire d'État au Ministère du Pétrole et de l'Énergie.
Elle est nommée Ministre de la Sécurité sociale de Norvège le 22 janvier 2019 dans le Gouvernement Solberg, et le reste jusqu'en janvier 2020, lorsque le Parti du progrès quitte la coalition gouvernementale pour protester du rapatriement en Norvège d'une femme de djihadiste.
Durant le procès de Laila Anita Bertheussen, compagne d'un autre membre du parti et autre ministre du gouvernement Solberg Tor Mikkel Wara (en), Ingvil Smines Tybring-Gjedde a été présentée comme ayant aidée l'accusée à rédiger une tribune mensongère la présentant comme victime d'actes antiracistes, actes que Bertheussen avait inventé ou accompli elle-même.
Ingvil Smines Tybring-Gjedde est mariée à Christian Tybring-Gjedde (en), député du Parti du progrès au Parlement norvégien depuis 2005.